# Vuelta a España 2024/10. Etappe
Die 10. Etappe der Vuelta a España 2024 fand am 27. August 2024 statt. Sie bildete den Auftakt der zweiten Woche der 79. Austragung des spanischen Etappenrennens. Die Strecke führte von Ponteareas über 159,6 hüglige Kilometer nach Baiona. Nach der Etappe hatten die Fahrer 1606,8 Kilometer absolviert, was 48,67 % der Gesamtdistanz entspricht.
Der Etappensieg ging an den Belgier Wout van Aert (Team Visma-Lease a Bike), der sich im Zwei-Mann-Sprint gegenüber Quentin Pacher (Groupama-FDJ) durchsetzte. Die beiden hatten sich vor dem letzten Anstieg von ihren ehemaligen Fluchtgefährten absetzen können. Im Sprint um Platz drei setzte sich Marc Soler (UAE Team Emirates) durch, ehe das Hauptfeld den Zielstrich mit einem Rückstand von rund fünfeinhalb Minuten überquerte. Ben O’Connor (Decathlon AG2R La Mondiale Team) verteidigte somit das Rote Trikot.

## Streckenverlauf
Nach dem offiziellen Start führten die ersten zwölf Kilometer flach nach Mondariz, ehe die Auffahrt auf die Alto de Fontefria (790 m) erfolgte. Diese wies auf einer Länge von 15,4 Kilometern eine durchschnittliche Steigung von 4,2 % auf und galt als Bergwertung der 2. Kategorie. Nachdem die Kuppe bei Kilometer 27,4 überquert worden war, folgte eine lange Abfahrt, die die Fahrer über A Cañiza nach Arbo leitete. Entlang des Río Miño ging es nun für 50 Kilometer flach in Richtung Westen, ehe die Straße bei Tebra erneut zu steigen begann und auf die Alto de Villachán (381 m) führte. Diese galt als Bergwertung der 3. Kategorie und wurde nach 104,6 Kilometern überquert. Im Anschluss ging es bergab nach Loureza und bergauf auf die Alto de Mabia (436 m). Nachdem diese Bergwertung der 2. Kategorie bei Kilometer 119,8 erreicht worden war, folgte eine Abfahrt nach Oia, das an der Atlantikküste liegt. In Viladesuso wurde wenig später unter dem Namen A Barroca der einzige Zwischensprint bei Kilometer 128,5 ausgefahren. Kurz darauf begann mit der Alto de Mougás (625 m) der letzte Anstieg, der auf einer Länge von 9,9 Kilometern eine durchschnittliche Steigung von 6 % aufwies. Die Auffahrt erfolgte über eine schmale Bergstraße, die im Schnitt mit rund 8 % anstieg, ehe die letzten drei Kilometer auf der breiteren EP-2202 zurückgelegt wurden. Auf der Kuppe wurde eine Bergwertung der 1. Kategorie, sowie ein Bonussprint ausgefahren, ehe es 20,3 Kilometer in eine teils schnelle Abfahrt ging, die die Fahrer nach Baredo führte. Nach einer kurzen Gegensteigung führten die letzten Kilometer vom Faro de Cabo Silleiro entlang der Küste nach Baiona.
|                            | Ort               | Kilometer | Länge (km) | Höhe (m) | Ø Steigung | max. Steigung |
| -------------------------- | ----------------- | --------- | ---------- | -------- | ---------- | ------------- |
| neutralisierter Start      | Motril            | -5        |            |          |            |               |
| offizieller Start          | PO-254            | 0         |            |          |            |               |
| Bergwertung (2. Kategorie) | Alto de Fontefria | 27,4      | 15,4       | 790      | 4,2 %      |               |
| Bergwertung (3. Kategorie) | Alto de Villachán | 104,6     | 6,3        | 381      | 5,5 %      |               |
| Bergwertung (2. Kategorie) | Alto de Mabia     | 119,8     | 6          | 436      | 5,7 %      |               |
| Zwischensprint             | Viladesuso        | 128,5     |            |          |            |               |
| Bergwertung (1. Kategorie) | Alto de Mougás    | 139,3     | 9,9        | 625      | 6 %        | 15 %          |
| Bonussprint                | Alto de Mougás    | 139,3     |            |          |            |               |
| Ziel                       | Baiona            | 159,6     |            |          |            |               |

## Rennverlauf
Mit Laurens De Plus (Ineos Grenadiers), Kobe Goossens (Intermarché-Wanty) und Harold Martín López (Astana Qazaqstan) gingen drei Fahrer nach dem ersten Ruhetag nicht mehr an den Start. Nachdem es bereits im Flachstück zu den ersten Angriffen gekommen war, setzen sich im Anstieg der Alto de Fontefria immer wieder Fahrer vom Hauptfeld ab. Die entscheidende Attacke kam von Marc Soler (UAE Team Emirates), der rund zwei Kilometer vor der Bergwertung antrat und sich gemeinsam mit Wout van Aert (Visma-Lease a Bike) und William Junior Lecerf (Soudal Quick-Step) absetzen konnte. Mit Quentin Pacher (Groupama-FDJ) und Juri Hollmann (Alpecin-Deceuninck) schlossen in der Abfahrt zwei weitere Fahrer zu der Spitzengruppe auf. Die meisten Punkte der ersten Bergwertung sicherte sich Wout van Aert vor William Junior Lecerf und Marc Soler. Nachdem es im Hauptfeld zunächst zu weiteren Attacken gekommen war, beruhigte sich die Rennsituation, wobei die Ausreißer einen maximalen Vorsprung von rund sechs Minuten herausfahren konnten. Bei der zweiten Bergwertung, der Alto de Villachán, setzte sich William Junior Lecerf vor Wout van Aert und Juri Hollmann durch, ehe sich Wout van Aert auf der Alto de Mabia die meisten Punkte sicherte.
Kurz vor dem Zwischensprint griff Wout van Aert rund 32 Kilometer vor dem Ziel in einem kurzen Flachstück an und setzte sich, nachdem er 20 Punkte geholt hatte, gemeinsam mit Quentin Pacher von den restlichen Fluchtgefährten ab. Im Anschluss arbeitete das Duo gut zusammen und konnte in der Alto de Mougás einen Vorsprung von etwas mehr als einer halben Minute herausfahren. Bei der letzten Bergwertung sicherte sich Wout van Aert neben den Zeitbonifikationen auch 10 Punkte im Kampf um die Bergwertung und lag somit gleichauf mit Adam Yates (UAE Team Emirates) an der Spitze der Sonderwertung. Nach einer teils technischen Abfahrt gingen Wout van Aert und Quentin Pacher gemeinsam auf die letzten flachen Kilometer, wobei der Franzose rund 1600 Kilometer vor dem Ziel angriff, sich jedoch nicht lösen konnte. Im Zielsprint setzte sich Wout van Aert durch, der seinen dritten Etappensieg bei seiner ersten Vuelta a España feierte und zugleich seinen Vorsprung in der Punktewertung weiter ausbaute. Im Sprint um Platz drei setzte sich Marc Soler durch, wobei das Trio im Ziel einen Rückstand von rund zwei Minuten aufwies. Das Peloton überquerte den Zielstrich rund fünfeinhalb Minuten nach dem Etappensieger.
Im Gesamtklassement kam es zu keinen nennenswerten Veränderungen. Ben O’Connor (Decathlon AG2R La Mondiale) verteidigte das Rote Trikot und lag weiterhin drei Minuten und 53 Sekunden vor Primož Roglič (Red Bull–Bora–Hansgrohe) und vier Minuten und 32 Sekunden vor Richard Carapaz (EF Education-EasyPost). Florian Lipowitz (Red Bull–Bora–Hansgrohe) führte als Gesamtsechster weiterhin die Nachwuchswertung an. In der Punktewertung lag Wout van Aert nun bereits 81 Punkte vor Kaden Groves (Alpecin-Deceuninck), der auf der 10. Etappe keine Punkte holte. Weiters wurde der Belgier zum aktivsten Fahrer gewählt und wies nun in der Bergwertung gleichviele Punkte wie Adam Yates auf, wobei der Brite die Führung behielt, da er über einen höheren Anstieg führte. In der Mannschaftswertung kam es zu keinen Veränderungen, da das UAE Team Emirates seine Spitzenposition verteidigte. Neben den drei nicht-Startern verließ auch Giulio Ciccone (Lidl-Trek) die Rundfahrt.

## Ergebnis
| \| Etappenergebnis \| Etappenergebnis \| Etappenergebnis \| Etappenergebnis \| Etappenergebnis \| \| Fahrer \| Fahrer \| Land \| Team \| Zeit \| \| --------------- \| ---------------- \| --------------- \| -------------------------- \| --------------- \| \| 1. \| Wout van Aert \| Belgien \| Team Visma \\| Lease a Bike \| 3 h 50 min 47 s \| \| 2. \| Quentin Pacher \| Frankreich \| Groupama-FDJ \| + 3 s \| \| 3. \| Marc Soler \| Spanien \| UAE Team Emirates \| + 2 min 01 s \| \| 4. \| Junior Lecerf \| Belgien \| Soudal Quick-Step \| + 2 min 01 s \| \| 5. \| Juri Hollmann \| Deutschland \| Alpecin-Deceuninck \| + 2 min 01 s \| \| 6. \| Txomin Juaristi \| Spanien \| Euskaltel-Euskadi \| + 5 min 13 s \| \| 7. \| Jhonatan Narváez \| Ecuador \| Ineos Grenadiers \| + 5 min 31 s \| \| 8. \| Stefan Küng \| Schweiz \| Groupama-FDJ \| + 5 min 31 s \| \| 9. \| George Bennett \| Neuseeland \| Israel-Premier Tech \| + 5 min 31 s \| \| 10. \| Harold Tejada \| Kolumbien \| Astana Qazaqstan Team \| + 5 min 31 s \| |                  |             |                            |                 |
| |                  |             |                            |                 |
| Quelle: ProCyclingStats |                  |             |                            |                 |
| Etappenergebnis |                  |             |                            |                 |
| Fahrer | Fahrer           | Land        | Team                       | Zeit            |
| 1. | Wout van Aert    | Belgien     | Team Visma \| Lease a Bike | 3 h 50 min 47 s |
| 2. | Quentin Pacher   | Frankreich  | Groupama-FDJ               | + 3 s           |
| 3. | Marc Soler       | Spanien     | UAE Team Emirates          | + 2 min 01 s    |
| 4. | Junior Lecerf    | Belgien     | Soudal Quick-Step          | + 2 min 01 s    |
| 5. | Juri Hollmann    | Deutschland | Alpecin-Deceuninck         | + 2 min 01 s    |
| 6. | Txomin Juaristi  | Spanien     | Euskaltel-Euskadi          | + 5 min 13 s    |
| 7. | Jhonatan Narváez | Ecuador     | Ineos Grenadiers           | + 5 min 31 s    |
| 8. | Stefan Küng      | Schweiz     | Groupama-FDJ               | + 5 min 31 s    |
| 9. | George Bennett   | Neuseeland  | Israel-Premier Tech        | + 5 min 31 s    |
| 10. | Harold Tejada    | Kolumbien   | Astana Qazaqstan Team      | + 5 min 31 s    |

## Gesamtstände
| \| Gesamtwertung \| Gesamtwertung \| Gesamtwertung \| Gesamtwertung \| Gesamtwertung \| \| Fahrer \| Fahrer \| Land \| Team \| Zeit \| \| ------------- \| ---------------- \| ---------------------- \| -------------------------- \| ---------------- \| \| 1. \| Ben O’Connor \| Australien \| Decathlon-AG2R La Mondiale \| 40 h 05 min 54 s \| \| 2. \| Primož Roglič \| Slowenien \| Red Bull-Bora-Hansgrohe \| + 3 min 53 s \| \| 3. \| Richard Carapaz \| Ecuador \| EF Education-EasyPost \| + 4 min 32 s \| \| 4. \| Enric Mas \| Spanien \| Movistar Team \| + 4 min 35 s \| \| 5. \| Mikel Landa \| Spanien \| Soudal Quick-Step \| + 5 min 17 s \| \| 6. \| Florian Lipowitz \| Deutschland \| Red Bull-Bora-Hansgrohe \| + 5 min 29 s \| \| 7. \| Adam Yates \| Vereinigtes Königreich \| UAE Team Emirates \| + 5 min 30 s \| \| 8. \| Felix Gall \| Österreich \| Decathlon-AG2R La Mondiale \| + 5 min 30 s \| \| 9. \| Carlos Rodríguez \| Spanien \| Ineos Grenadiers \| + 6 min 00 s \| \| 10. \| David Gaudu \| Frankreich \| Groupama-FDJ \| + 6 min 32 s \| |                  |                        |                            |                  |
| |                  |                        |                            |                  |
| Quelle: ProCyclingStats |                  |                        |                            |                  |
| Gesamtwertung |                  |                        |                            |                  |
| Fahrer | Fahrer           | Land                   | Team                       | Zeit             |
| 1. | Ben O’Connor     | Australien             | Decathlon-AG2R La Mondiale | 40 h 05 min 54 s |
| 2. | Primož Roglič    | Slowenien              | Red Bull-Bora-Hansgrohe    | + 3 min 53 s     |
| 3. | Richard Carapaz  | Ecuador                | EF Education-EasyPost      | + 4 min 32 s     |
| 4. | Enric Mas        | Spanien                | Movistar Team              | + 4 min 35 s     |
| 5. | Mikel Landa      | Spanien                | Soudal Quick-Step          | + 5 min 17 s     |
| 6. | Florian Lipowitz | Deutschland            | Red Bull-Bora-Hansgrohe    | + 5 min 29 s     |
| 7. | Adam Yates       | Vereinigtes Königreich | UAE Team Emirates          | + 5 min 30 s     |
| 8. | Felix Gall       | Österreich             | Decathlon-AG2R La Mondiale | + 5 min 30 s     |
| 9. | Carlos Rodríguez | Spanien                | Ineos Grenadiers           | + 6 min 00 s     |
| 10. | David Gaudu      | Frankreich             | Groupama-FDJ               | + 6 min 32 s     |

| Punktewertung | Punktewertung  | Punktewertung | Punktewertung              | Punktewertung |
| Fahrer        | Fahrer         | Land          | Team                       | Punkte        |
| ------------- | -------------- | ------------- | -------------------------- | ------------- |
| 1.            | Wout van Aert  | Belgien       | Team Visma \| Lease a Bike | 243 P.        |
| 2.            | Kaden Groves   | Australien    | Alpecin-Deceuninck         | 162 P.        |
| 3.            | Pavel Bittner  | Tschechien    | Team dsm-firmenich PostNL  | 81 P.         |
| 4.            | Primož Roglič  | Slowenien     | Red Bull-Bora-Hansgrohe    | 66 P.         |
| 5.            | Ben O’Connor   | Australien    | Decathlon-AG2R La Mondiale | 65 P.         |
| 6.            | Stefan Küng    | Schweiz       | Groupama-FDJ               | 59 P.         |
| 7.            | Mathias Vacek  | Tschechien    | Lidl-Trek                  | 57 P.         |
| 8.            | Harold Tejada  | Kolumbien     | Astana Qazaqstan Team      | 52 P.         |
| 9.            | Quentin Pacher | Frankreich    | Groupama-FDJ               | 49 P.         |
| 10.           | Corbin Strong  | Neuseeland    | Israel-Premier Tech        | 49 P.         |

| Bergwertung | Bergwertung      | Bergwertung            | Bergwertung                | Bergwertung |
| Fahrer      | Fahrer           | Land                   | Team                       | Punkte      |
| ----------- | ---------------- | ---------------------- | -------------------------- | ----------- |
| 1.          | Adam Yates       | Vereinigtes Königreich | UAE Team Emirates          | 22 P.       |
| 2.          | Wout van Aert    | Belgien                | Team Visma \| Lease a Bike | 22 P.       |
| 3.          | Primož Roglič    | Slowenien              | Red Bull-Bora-Hansgrohe    | 18 P.       |
| 4.          | David Gaudu      | Frankreich             | Groupama-FDJ               | 18 P.       |
| 5.          | Jay Vine         | Australien             | UAE Team Emirates          | 17 P.       |
| 6.          | Sylvain Moniquet | Belgien                | Lotto Dstny                | 16 P.       |
| 7.          | Marc Soler       | Spanien                | UAE Team Emirates          | 12 P.       |
| 8.          | Filippo Zana     | Italien                | Team Jayco AlUla           | 11 P.       |
| 9.          | Pelayo Sánchez   | Spanien                | Movistar Team              | 10 P.       |
| 10.         | Junior Lecerf    | Belgien                | Soudal Quick-Step          | 10 P.       |

| Nachwuchswertung | Nachwuchswertung    | Nachwuchswertung       | Nachwuchswertung          | Nachwuchswertung |
| Fahrer           | Fahrer              | Land                   | Team                      | Zeit             |
| ---------------- | ------------------- | ---------------------- | ------------------------- | ---------------- |
| 1.               | Florian Lipowitz    | Deutschland            | Red Bull-Bora-Hansgrohe   | 40 h 11 min 23 s |
| 2.               | Carlos Rodríguez    | Spanien                | Ineos Grenadiers          | + 31 s           |
| 3.               | Mattias Skjelmose   | Dänemark               | Lidl-Trek                 | + 1 min 49 s     |
| 4.               | Lennert Van Eetvelt | Belgien                | Lotto Dstny               | + 3 min 26 s     |
| 5.               | Isaac Del Toro      | Mexiko                 | UAE Team Emirates         | + 33 min 17 s    |
| 6.               | Matthew Riccitello  | Vereinigte Staaten     | Israel-Premier Tech       | + 36 min 30 s    |
| 7.               | Giovanni Aleotti    | Italien                | Red Bull-Bora-Hansgrohe   | + 43 min 23 s    |
| 8.               | Mauri Vansevenant   | Belgien                | Soudal Quick-Step         | + 44 min 21 s    |
| 9.               | Max Poole           | Vereinigtes Königreich | Team dsm-firmenich PostNL | + 45 min 48 s    |
| 10.              | Junior Lecerf       | Belgien                | Soudal Quick-Step         | + 51 min 28 s    |

| Mannschaftswertung | Mannschaftswertung         | Mannschaftswertung           | Mannschaftswertung |
| Team               | Team                       | Land                         | Zeit               |
| ------------------ | -------------------------- | ---------------------------- | ------------------ |
| 1.                 | UAE Team Emirates          | Vereinigte Arabische Emirate | 120 h 28 min 40 s  |
| 2.                 | Decathlon-AG2R La Mondiale | Frankreich                   | + 8 min 44 s       |
| 3.                 | Red Bull-Bora-Hansgrohe    | Deutschland                  | + 9 min 40 s       |
| 4.                 | Groupama-FDJ               | Frankreich                   | + 28 min 03 s      |
| 5.                 | Israel-Premier Tech        | Israel                       | + 46 min 19 s      |
| 6.                 | Team Visma \| Lease a Bike | Niederlande                  | + 46 min 51 s      |
| 7.                 | Ineos Grenadiers           | Vereinigtes Königreich       | + 49 min 38 s      |
| 8.                 | Movistar Team              | Spanien                      | + 52 min 51 s      |
| 9.                 | Soudal Quick-Step          | Belgien                      | + 58 min 37 s      |
| 10.                | Lidl-Trek                  | Vereinigte Staaten           | + 1 h 01 min 31 s  |

## Ausgeschiedene Fahrer
- Laurens De Plus (Ineos Grenadiers) ging aufgrund einer COVID-19-Infektion nicht an den Start
- Harold Martín López (Astana Qazaqstan Team)  ging aufgrund einer COVID-19-Infektion nicht an den Start
- Kobe Goossens (Intermarché-Wanty) ging wegen Sturzfolgen nicht an den Start
- Giulio Ciccone (Lidl-Trek) gab die Etappe aufgrund von Knieproblemen auf[4]